# جرف برنت الجليدي
يقع جرف برنت الجليدي على حدود ساحل القارة القطبية الجنوبية في كوتس لاند، سمي من قبل لجنة أسماء الأماكن في أنتاركتيكا بالمملكة المتحدة على اسم عالم الأرصاد الجوية البريطاني ديفيد برنت والذي كان السكرتير الفيزيائي للجمعية الملكية من عام 1948حتى 1957، وكان مسؤولاً عن بدء بعثة الجمعية الملكية إلى هذا الجرف الجليدي في عام 1955.